# Jüdischer Friedhof (Pretzfeld)

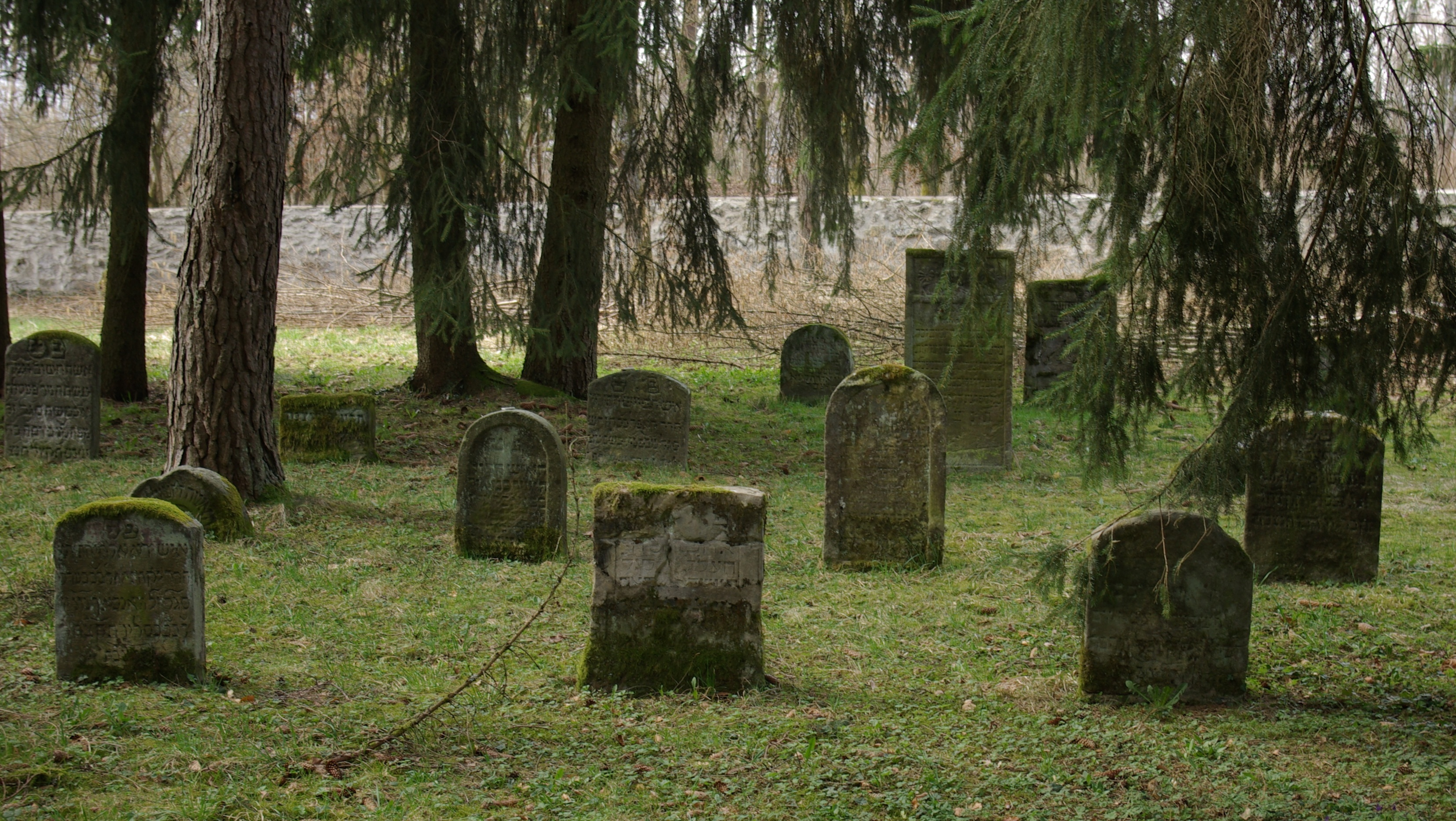
Jüdischer Friedhof in Pretzfeld, 2011

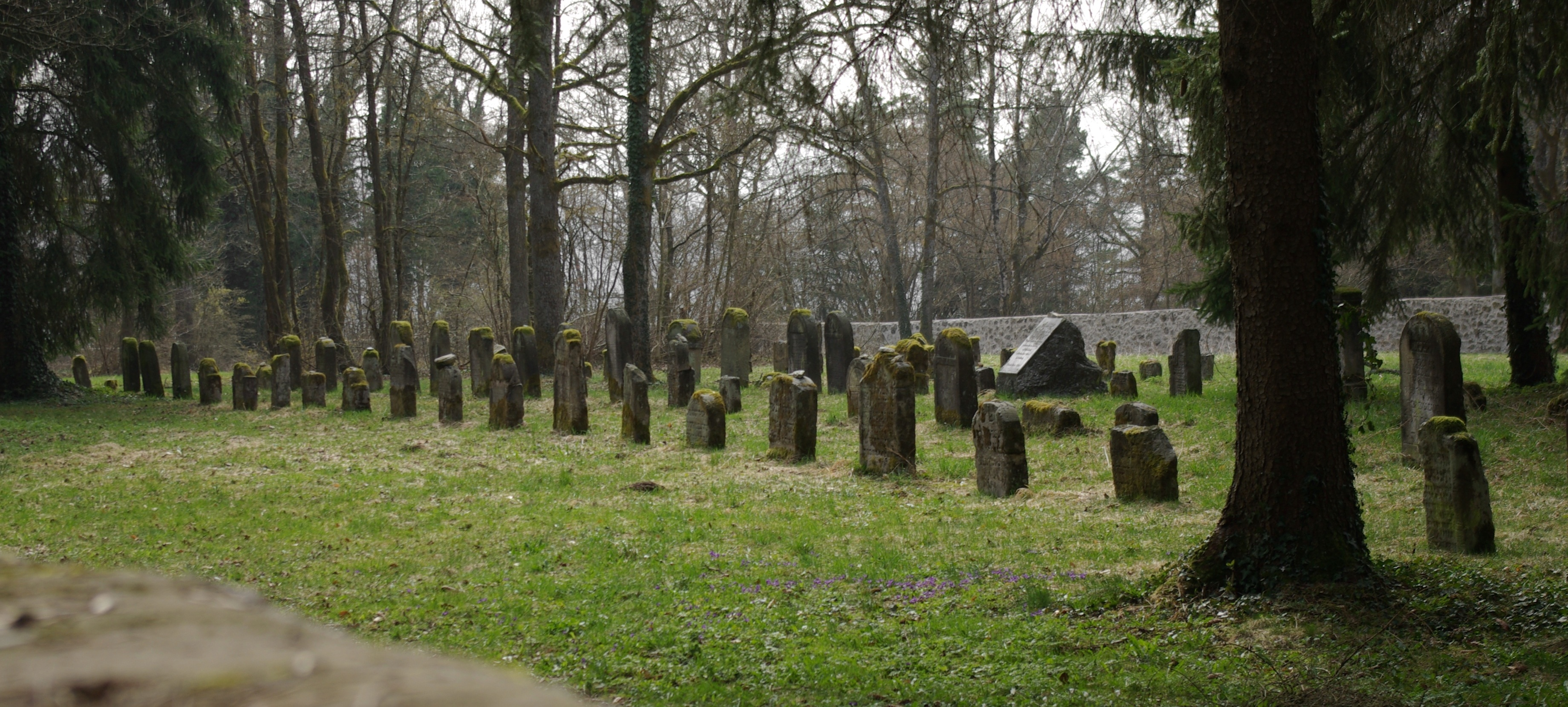
Jüdischer Friedhof in Pretzfeld, 2011

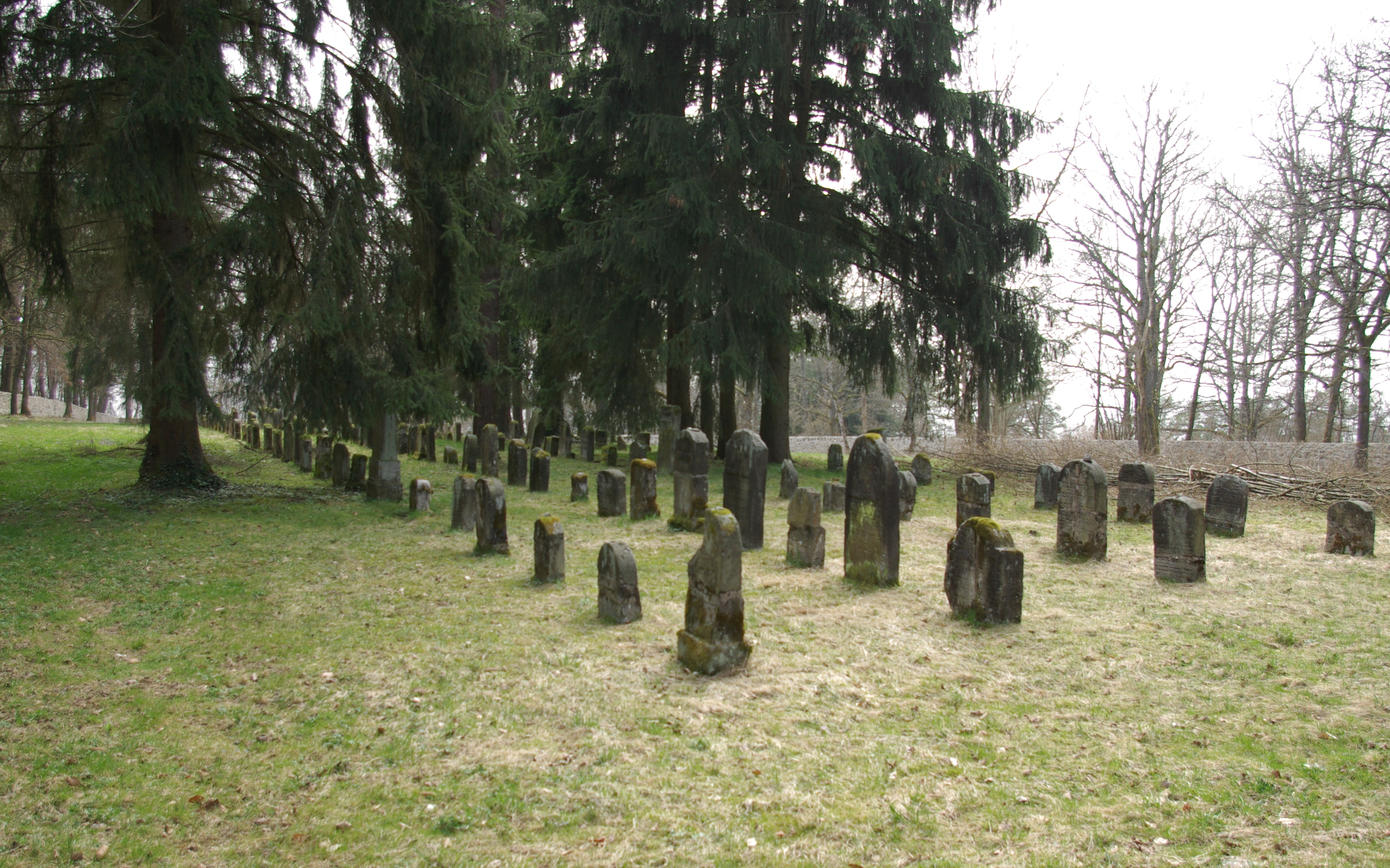
Jüdischer Friedhof in Pretzfeld, 2011

Der Jüdische Friedhof in Pretzfeld im oberfränkischen Landkreis Forchheim ist eine Jüdische Begräbnisstätte, die bis Ende des 19. Jahrhunderts belegt wurde.

## Lage
Der 7360 m² große, von einer Bruchsteinmauer umgebene Friedhof liegt etwa zwei Kilometer nordöstlich des Ortes Pretzfeld in der Fränkischen Schweiz auf dem Judenberg unweit der Flur Sauanger.

## Beschreibung
Der jüdische Friedhof wurde im 16. oder 17. Jahrhundert angelegt. Überliefert ist eine Beerdigung von Baruch Zvi Ophir im Jahre 1632. Nach dem Lehensbuch der Grundherrschaft von Wolkenstein kauften die Juden das Grundstück 1668 von den Stiebars aus Allodialbesitz. Johann Adam Stiebar war damals Inhaber der Rittergüter Pretzfeld und Wolkenstein. Von 1769 bis 1774 kann die Zahlung eines Erbzinses in Höhe von sechs Gulden an die Freiherren von Seckendorff zu Wolkenstein nachgewiesen werden. Wahrscheinlich ist, dass auf diesem Friedhof bereits vor 1632 Beerdigungen stattfanden. Einer Überlieferung zufolge wurden Fürther Juden bereits vor 1607 auf dem Friedhof beigesetzt. Der älteste bekannte Grabstein stammt jedoch erst aus dem Jahr 1732.
Seit Ende des 17. Jahrhunderts war der jüdische Friedhof Pretzfeld zentraler Begräbnisplatz für die meisten jüdischen Gemeinden des Forchheimer Landes, darunter Gaiganz, Hausen, Hirschaid, Mittelehrenbach, Oberehrenbach, Oberweilersbach-Mittelweilersbach, Pinzberg und Wiesenthau. Nach der Beerdigung von Wolf Heller im Jahr 1894 war keine jüdische Familie mehr in Pretzfeld ansässig. Die Gemeinde in Hagenbach weigerte sich, den schon damals verwahrlosten Friedhof in ihre Obhut zu nehmen.
1928 wurden zahlreiche Grabsteine umgeworfen; das Eingangstor wurde beschädigt. Zwischen 1933 und 1945 blieb der Friedhof vor Übergriffen verschont. Ein nach dem Zweiten Weltkrieg von der Militärregierung als Treuhänder eingesetzter Mann aus Muggendorf verkaufte Grabsteine als Baumaterial. Nur ein Teil davon konnte wieder aufgefunden werden. 1983 wurden die im Fundament einer Lagerhalle eingemauerten Grabsteine auf den Friedhof zurückgebracht. 1994 schmierten Schänder Nazisymbole mit schwarzem Werkstofflack auf Grabsteine. Auch 1998 wurde der Friedhof geschändet. Es sind mehr als 200 Grabsteine in drei Gräbergruppen erhalten.